# Futurology
Futurology je dvanácté studiové album velšské rockové skupiny Manic Street Preachers, vydané v červenci roku 2014 u vydavatelství Columbia Records. Jeho producenty byli, krom členů skupiny, ještě Alex Silva a Loz Williams. Nahrávalo se v berlínském studiu Hansa a v cardiffském Faster, jehož vlastníkem je skupina Manic Street Preachers. Na albu se podílelo více hudebníků, jako jsou například Cian Ciarán nebo Cate Le Bon. Album bylo nominováno na Welsh Music Prize.

## Seznam skladeb
| Pořadí | Název                         | Délka |
| ------ | ----------------------------- | ----- |
| 1.     | Futurology                    | 3:05  |
| 2.     | Walk Me to the Bridge         | 3:14  |
| 3.     | Let's Go to War               | 2:58  |
| 4.     | The Next Jet to Leave Moscow  | 3:23  |
| 5.     | Europa Geht Durch Mich        | 3:24  |
| 6.     | Divine Youth                  | 3:22  |
| 7.     | Sex, Power, Love and Money    | 3:13  |
| 8.     | Dreaming a City (Hughesovka)  | 4:39  |
| 9.     | Black Square                  | 4:07  |
| 10.    | Between the Clock and the Bed | 3:35  |
| 11.    | Misguided Missile             | 4:19  |
| 12.    | The View from Stow Hill       | 4:08  |
| 13.    | Mayakovsky                    | 3:38  |

## Obsazení
Manic Street Preachers
- James Dean Bradfield – zpěv, kytara
- Nicky Wire – baskytara
- Sean Moore – bicí

Ostatní
- Cian Ciarán
- Nina Hoss – zpěv v „Europa Geht Durch Mich“
- Georgia Ruth – harfa, zpěv v „Divine Youth“
- Green Gartside – zpěv v „Between the Clock and the Bed“
- Cate Le Bon – doprovodné vokály v „Let's Go to War“
- Gavin Fitzjohn – doprovodné vokály v „Let's Go to War“
- H. Hawkline – doprovodné vokály v „Let's Go to War“
- Berliner Kneipenchor – doprovodné vokály v „Misguided Missile“